# Bastogne War Museum
Le Bastogne War Museum est un musée de la Seconde Guerre mondiale, situé en Wallonie au nord de la ville de Bastogne, dans la province de Luxembourg à côté du mémorial du Mardasson. Ce musée est consacré principalement à bataille des Ardennes.
Situé sur l'ancien site du Centre historique de Bastogne, ce musée a été inauguré le 21 mars 2014 après quatre ans de travaux.
Construit en forme d'étoile américaine à cinq branches, le bâtiment est semblable au Mémorial situé sur le même terrain.

## Visites
Le Bastogne War Museum explique le contexte, les causes, les événements, les conséquences ainsi que la bataille des Ardennes aux visiteurs de manière interactive et au travers de trois "scénovisions",.

## Centre d'interprétation
Bastogne Barracks, le centre d'interprétation de la Seconde Guerre mondiale, est un musée situé à environ 1 km du War Museum.